# Wandering Spirit
Wandering Spirit je třetí sólové album Micka Jaggera. Bylo vydáno 8. února 1993 a jedná se o jeho jediné sólové album vydané v devadesátých letech.
Po vydání alba Steel Wheels (1989) od The Rolling Stones začal Jagger s psaním nového materiálu pro Wandering Spirit. Poté, co jako koproducenta získal Ricka Rubina, začal Jagger v Los Angeles s nahráváním, které trvalo sedm měsíců až do září 1992. V té samé době nahrával též Keith Richards své sólové album Main Offender.

## Seznam skladeb
| Pořadí | Název                        | Autor                      | Délka |
| ------ | ---------------------------- | -------------------------- | ----- |
| 1.     | Wired All Night              | Mick Jagger                | 4:05  |
| 2.     | Sweet Thing                  | Jagger                     | 4:19  |
| 3.     | Out of Focus                 | Jagger                     | 4:36  |
| 4.     | Don't Tear Me Up             | Jagger                     | 4:11  |
| 5.     | Put Me in the Trash          | Jagger, Jimmy Rip          | 3:35  |
| 6.     | Use Me                       | Bill Withers               | 4:28  |
| 7.     | Evening Gown                 | Jagger                     | 3:33  |
| 8.     | Mother of a Man              | Jagger                     | 4:18  |
| 9.     | Think                        | Lowman Pauling             | 2:59  |
| 10.    | Wandering Spirit             | Jagger, Ripp               | 4:18  |
| 11.    | Hang On to Me Tonight        | Jagger                     | 4:37  |
| 12.    | I've Been Lonely for So Long | Posie Knight, Jerry Weaver | 3:29  |
| 13.    | Angel in My Heart            | Jagger                     | 3:24  |
| 14.    | Handsome Molly (Traditional) | Jagger                     | 2:06  |

## Obsazení
- Mick Jagger – hlavní vokály, kytara, clavinet, harmonika a perkuse
- David Bianco – Moog syntezátor
- Curt Bisquera – bicí
- Lenny Castro – perkuse
- Matt Clifford – virginal, cembalo, dirigování a aranže
- Flea – baskytara v „Out of Focus“, „Use Me“ a „I've Been Lonely for So Long“
- Lynn Davis – doprovodné vokály
- Jim Keltner – bicí
- Lenny Kravitz – vokály v „Use Me“
- JayDee Maness – pedálová steel kytara
- Jean McClain – doprovodné vokály
- Pamela Quinlan – doprovodné vokály
- Robin McKidd – housle
- Brendan O'Brien – kytara
- Jeff Pescetto – doprovodné vokály
- John Pierce – baskytara (skladby: 1, 4, 5, 7 to 11, 13, 14)
- Courtney Pine – saxofon
- Billy Preston – klavír, varhany a clavinet
- Jimmy Rip – kytara a perkuse
- Frank Simes – kytara
- Benmont Tench – klavír a varhany
- Doug Wimbish – baskytara ve „Sweet Thing“